# Чёрное солнце (фильм, 1970)
«Чёрное солнце» — советский фильм 1970 года. Политическая драма режиссёра Алексея Спешнева, созданная на африканском материале по мотивам биографии Патриса Лумумбы. Сценарий написан Алексеем Спешневым при участии советского дипломата Кузьмы Киселёва.

## Сюжет

### Завязка и конфликт
Начало фильма носит аллегорический характер: в пустующем здании ООН встречаются Робер Мусомбе (Амбруаз Мбия) и Джон Барт (Николай Гринько). «Не ради самих себя, — говорит Мусомбе, — а ради других людей мы обязаны понять, почему всё произошло именно так и почему мы оба погибли». Дальнейшее киноповествование отражает совместные воспоминания.
Неназванная африканская страна охвачена политическим кризисом. Правительство Робера Мусомбе добивается экономической независимости, развивает социальные программы в школьном образовании и массовой медицине. Лично Мусомбе — молодой идеалист левых взглядов. Пишет стихи, выступает с пламенными речами. Пафосно звучит обращение к мальчику, который единственный решился прийти в открытую новую школу:

Многие не хотят, чтобы ты учился. И белые, и чёрные.

При Мусомбе неотлучно находится Николь Готье (Джемма Фирсова) — белая советница-единомышленница, искупающая «европейскую вину перед Африкой».
Премьер-министр сталкивается с жёсткой оппозицией правых сил, поддерживаемых бывшими белыми колонизаторами. Против него большинство местной элиты — президент, племенные вожди, часть бюрократии и бизнеса, шаманы и церковники. В джунглях идёт вооружённая борьба, в которой на стороне оппозиции участвуют иностранные наёмники. На жизнь Мусомбе совершена серия неудачных покушений.

Мусомбе: Из этого автомата в меня стреляли. Разрывными пулями. Апельсины и стрела отравлены. Апельсины мышьяком, а стрела ядом кураре. Если вы не прекратите террора против меня, я предам ваш заговор гласности! А теперь, господа, прошу к столу.

Правительство обращается за международной поддержкой. По просьбе Мусомбе в страну прибывают войска ООН. Они подчинены американскому дипломату Джону Барту — сдержанному респектабельному джентльмену. Барт с большим уважением относится к Мусомбе, но преследует интересы США, заключающиеся в установлении контроля над запасами урана в Западной провинции страны. Кроме того, Барт связан давними отношениями с Николь Готье, которая в своё время отвергла его чувства. Мотив ревности глубоко скрыт, но явно присутствует.

### Переворот
Ситуация в стране обостряется. Парламент выражает доверие правительству Мусомбе. Однако правый президент совершает государственный переворот и отправляет его в отставку. Жандармы силой разгоняют депутатов прямо на заседании. Мусомбе рассчитывает на поддержку войск ООН. Но Барт не вмешивается в события, позволяя перевороту совершиться. Сознательная пассивность Барта оказывается решающим фактором в падении правительства Мусомбе.
Иностранные послы предлагают Мусомбе бежать из страны. Премьер отказывается, встречая поддержку посла СССР. Верный Мусомбе вице-премьер Гастон Дило уходит в джунгли, где организует вооружённое сопротивление.
Охранник премьер-министра — сын племенного вождя — помогает Мусомбе изменить внешность и берётся сопроводить в безопасное место. Неузнанный премьер едет с телохранителем в автобусе, где с изумлением видит Готье. Автобус вскоре останавливают жандармы, но охранник с Мусомбе и Готье быстро пересаживается на автомобиль и отрывается от преследования. По дороге Мусомбе размышляет о драматизме африканской судьбы, укоряет себя за бегство.

### Плен
В конце пути выясняется обман. Охранник доставил Мусомбе к губернатору Западной провинции Жаку Лу (Боб Цымба). Этот деятель ведёт собственную игру. Его позицию даже трудно охарактеризовать в политических категориях — она не имеет идеологической основы и движима исключительно криминальным сепаратизмом. Характерен антураж: тайная штаб-квартира размещена в разгромленной школе, боевиками-африканцами командует белый наёмник по кличке Фредди Африка (Арен Рейно), разговор фактически начинается с угрозы убийством, делаются циничные признания, задаются вопросы о характере отношений Мусомбе с Готье…
Лу имеет к Мусомбе деловое предложение. В обстановке общего хаоса губернатор объявил независимость Западной провинции. Свергнутого левого премьера он уже не считает опасным, но предстоит противостояние с правым президентом. Кроме того, Лу не доверяет западным правительствам и собирается торговаться с ними за контролируемый уран. Президент, по всей видимости, ориентирован на США, Лу более связан с западноевропейцами. Мусомбе нужен сепаратисту как знак легитимности своей власти и посредник в международных контактах.

Лу: Вы идеалист. Я циник. Вы верите в человеческие достоинства. Я в недостатки и силу. Мой вывод поразит вас — мы должны объединиться.

Выясняется, что наёмники Лу уже захватили председателя парламента и одного из министров. Лу оставляет трёх друзей наедине, уверенный, что безвыходное положение вынудит их к сотрудничеству. Сам он уходит к заложнице Готье и забавляется праздным разговором.

Готье: Вы великолепный экземпляр негодяя.

Лу: Обещаю вам это припомнить.

### Борьба и гибель
Мусомбе с соратниками решаются бежать. Они оглушают Фредди, убивают охранника, захватывают автомобиль с пулемётом и прорываются в джунгли. Начинается партизанская борьба. Мусомбе пользуется широкой поддержкой, однако объединённые силы президентского режима, сепаратистов и наёмников, поддерживаемых Западом, заставляют отступать. Карателям удаётся схватить Мусомбе и председателя парламента. Дило остаётся на свободе и продолжает борьбу.
Мусомбе и председатель попадают в руки Фредди и его головорезов (Готье всё это время находилась в плену). Их избивают и переправляют в Западную провинцию, захваченную Лу. Туда же летит Барт — якобы для спасения Мусомбе и Готье. Барта сопровождает журналист Нелсон, выступающий в роли коммерческого представителя своего отца — крупного бизнесмена с африканскими интересами. Барт читает книгу стихов Мусомбе и между делом предупреждает, что самолёт могут сбить «европейцы, которым тоже нужен уран».
Ночная сцена расстрела под рок-н-ролл: Мусомбе произносит беззвучную обличительную речь, старый председатель отрешённо задумчив, Лу в машине издевательски ухмыляется и пытается занять последние минуты Мусомбе и Готье своим разговором, Фредди с деловым видом молчит на соседнем сиденье. Расстрельная команда (состоящая из африканцев) поочерёдно расправляется с тремя пленниками.
Отдельным эпизодом показаны обломки самолёта, на котором летел Барт — он действительно оказался сбит.
Финал картины — завершение разговора Мусомбе с Бартом. «Мы оба не существуем», — констатирует западный дипломат. Африканский лидер категорически возражает ему. Под соответствующий видеоряд Мусомбе говорит о становлении независимой Африки.

## Особенности постановки
Кинокритик С. В. Кудрявцев отмечал:

Последняя часть этой стильно снятой оператором Юрием Марухиным чёрно-белой ленты… уже цветная, что несколько нарушает графическую строгость изображения. А ведь это придавало рассказываемой истории одновременно и хроникальность…, и некоторую интеллектуальность манеры. Очень отдалённо это может напомнить что-нибудь типа «Хиросима, моя любовь» режиссёра Алена Рене и оператора Саша Вьерни.

Неизбежный пропагандистский пафос… всё-таки не агрессивен и даже не навязчив. Да и фильм в целом несёт на себе приметы стремительно улетучивающегося духа «кинематографа шестидесятых», когда тематически вполне конъюнктурные опусы (включая картину «Я — Куба» Михаила Калатозова и оператора Сергея Урусевского), тем не менее, имели чёткую романтическую направленность и стилистическую изощрённость.

## В ролях
- Амбруаз Мбия — Робер Мусомбе, премьер-министр
- Николай Гринько — Джон Барт, советник ООН
- Джемма Фирсова — Николь Готье, соратница Мусомбе
- Тереза Диоп — жена Мусомбе
- Дута Сэк — председатель парламента, соратник Мусомбе
- Ампонса Сампсон — Гастон Дило, соратник Мусомбе
- Боб Цымба — Жак Лу, губернатор-сепаратист
- Арен Рейно — Фредди Африка, наёмник Жака Лу
- Мишель Тагнора — сын вождя, охранник Мусомбе, агент Жака Лу
- Анатолий Иванов — Нелсон, журналист, сын бизнесмена
- Тито Ромалио — президент
- Роберт Росс — епископ

## Персонажи и реальные прототипы
Очевидно, что речь идёт о событиях в Конго 1960—1961 годов.
- Робер Мусомбе — Патрис Лумумба.
- Джон Барт — Даг Хаммаршельд.
- Жак Лу — Моиз Чомбе.
- Президент — Жозеф Касавубу.
- Председатель парламента — Жозеф Окито.
- Гастон Дило — собирательный образ, соединяющий черты Гастона Сумьяло, Антуана Гизенги, Пьера Мулеле, Лорана Кабилы.
- Фредди Африка — собирательный образ, соединяющий черты Боба Денара, Майкла Хора, Жана Шрамма.

Западная провинция губернатора Лу — Катанга, отделившаяся летом 1960 под руководством Чомбе. (Провинция Катанга расположена не на западе, а на юго-востоке Конго.)
Партизанское движение Гастона Дило имеет сходство с восстанием «симба».
Допускаются некоторые художественные отступления от исторической достоверности. В частности, вместе с Лумумбой был убит не только председатель парламента, но и министр по делам молодёжи и спорта Морис Мполо, ранее возглавлявший армейский генштаб. В фильме военные вопросы находятся в ведении Дило, а вместе с премьером и председателем парламента погибает иностранная советница Николь Готье.
Фредди Африка (вероятно, для демонизации образа) носит нацистскую награду — Железный крест. На одной из фотографий он изображён в немецкой форме рядом с повешенными на фоне восточноевропейского пейзажа. Наиболее известные наёмные командиры конголезского конфликта не участвовали во Второй мировой войне на стороне Третьего рейха. Денар, по некоторым данным, примыкал к Сопротивлению, Хор воевал в составе британских войск на стороне Антигитлеровской коалиции. Однако Железный крест носил лейтенант Зигфрид Мюллер, более известный как Конго-Мюллер, бывший офицер вермахта.
Образ Мусомбе идеализирован в духе официальной советской интерпретации конголезских событий. В фильме нет даже намёка на долю ответственности премьер-министра за происходящее (при том, что радикальные выступления Лумумбы тоже сыграли роль в раскручивании спирали насилия).
Фильм завершается на этапе убийства Лумумбы. Дальнейший ход событий — конфронтация Чомбе с Касавубу, приход к власти Мобуту Сесе Секо, его более чем 30-летнее правление, гражданская война, новый переворот — остаются за рамками сюжета.

## Съёмочная группа
- Режиссёр: Алексей Спешнев
- Сценаристы: Алексей Спешнев при участии Кузьмы Киселёва
- Оператор: Юрий Марухин
- Художник: Евгений Игнатьев
- Композитор: Лев Солин

В съёмках принимали участие советские актёры африканского происхождения и граждане тридцати стран Африки.